# Dina Abramowicz
Dina Abramowicz (Vilna, Rusia, hoy capital de Lituania, 8 de mayo de 1909-Nueva York, 3 de abril de 2000) fue una bibliotecaria estadounidense que logró sobrevivir al holocausto y vivió el resto de su vida en los Estados Unidos. Durante más de cincuenta años fue la bibliotecaria del Instituto para la Investigación Judía en Nueva York. Fue reconocida por sus conocimientos de la cultura yidis y los estudios judíos de Europa del Este.

## Biografía
Nació el 8 de mayo de 1909 en Vilna, hoy capital de Lituania pero que en el momento de su nacimiento pertenecía al Imperio ruso. Se crio en un hogar multilingüe culturalmente rico. Era hija de Anna Schreiber y Hirsz Abramowicz. Su padre era un educador, director de una escuela de niñas judías en Vilna, autor en yidis y miembro de la Unión General de Trabajadores Judíos. Su madre, provenía de una prominente familia de mundanos maskilim.
Realizó sus estudios en yiddish y en polaco en Vilna. En 1936, obtuvo una maestría en humanidades, filosofía y literatura polaca por la Universidad Stefan Batory.
Antes de la Segunda Guerra Mundial, entre 1939 y 1941, fue la asistente del bibliotecario jefe de la Biblioteca Infantil Central de Vilna. A partir de la ocupación nazi, entre 1941 y 1943, trabajó en la biblioteca del gueto de Vilna.
En 1943, su madre fue asesinada en el campo de exterminio de Treblinka pero su padre, quien estaba de visita en los Estados Unidos en 1939, logró sobrevivir. En 1944, Abramowicz sirvió en una unidad de guerrilleros judíos. En 1946 logró reunirse con su padre en Nueva York. Allí, primero trabajó como bibliotecaria en el Smith College y luego, durante más de cincuenta años, fue la renombrada bibliotecaria del Instituto para la Investigación Judía, YIVO.
En 1953 finalizó la maestría de la Escuela de Estudios Bibliotecarios de la Universidad de Columbia. Como bibliotecaria, su fluidez en los idiomas ruso, yiddish, polaco e inglés, junto con sus conocimientos sobre la literatura yidis, la literatura infantil, el Holocausto y la historia y cultura judía de Europa del Este fueron reconocidos por los investigadores que utilizaban la biblioteca.
Durante su gestión, desde bibliotecaria asistente hasta el cargo de bibliotecaria jefa, se desarrollaron y diversificaron las colecciones de la biblioteca. Posteriormente a su jubilación, continuó trabajando en la biblioteca del YIVO en el puesto de bibliotecaria de referencia.
Publicó el libro autobiográfico Guardianes de una herencia trágica donde relató sus experiencias en la biblioteca del gueto de Vilna durante la guerra.
Falleció a los noventa años, el 3 de abril de 2000, en la ciudad de Nueva York. En su conmoración el YIVO estableció la beca Dina Abramowicz destinada a la investigación posdoctoral sobre un tema en los estudios judíos de Europa del Este en la biblioteca y archivos de la institución.

## Premios y reconocimientos
Entre otras distinciones recibió:
- Premio Dr. Chaim Zhitlowsky (Yiddisher Kultur Farband, 1987),
- Premio Dr. Berl Frimer por Logros Culturales (Congreso para la Cultura Judía, 1992),
- Premio al Servicio de Bibliotecas Públicas Multiculturales Leonard Wertheimer (Asociación de Bibliotecas Públicas de la Asociación de Bibliotecas de Estados Unidos,1994).

## Obras
Era editora y publicó numerosos estudios, bibliografías, reseñas de libros y artículos de actualidad.
Como autora, algunas de sus obras fueron:
- Guardians of a Tragic Heritage: Reminiscences and Observations of an Eyewitness.[18]
- "Ethnic Survival in the New World: Yiddish Juvenilia." Wilson Library Bulletin 50, no. 2 (1975): 138-145
- "Di Geto-Biblyotek in Vilne" [The ghetto library of Vilna]. In Lite (Lithuania). Vol. 1, edited by Mendel Sudarsky, Uriah Katzenelenbogen, and J. Kissin (1951), cols. 1671-1678
- Kuhn-Ludewig, Maria. "Den Buchmarkt um die besten Werke bereichern": Auf den Spuren des jiddischen TOMOR-Verlags, Wilna, 1927-1939. Hannover: Laurentius Verlag, 1996. 78 p., illus. (Kleine historische Reihe, 7).
- "The World of My Parents: Reminiscences." YIVO Annual 23 (1996): 105-157
- "The YIVO Library." Jewish Book Annual 24 (1967-1968): 87-102
- "Yom Kippur, 1941-1945: Memories of the Vilna Ghetto." Jewish Frontier 14, no. 1 (1947): 18-22.